# Dorcadion morozovi
Dorcadion morozovi är en skalbaggsart som beskrevs av Aleksandr Sergeievich Danilevsky 1992. Dorcadion morozovi ingår i släktet Dorcadion och familjen långhorningar.
Artens utbredningsområde är Kazakstan. Inga underarter finns listade i Catalogue of Life.